# Système éducatif en Arabie saoudite
Le système éducatif saoudien, à la fondation de l’Arabie saoudite en 1932 était limité à un petit nombre d'écoles islamiques. Contemporainement, tous les niveaux de l'éducation sont ouverts à tous les citoyens du pays.
En 2018, l'Arabie saoudite se classait au 28ème rang mondial en termes de résultats de recherche de grande qualité, selon la revue scientifique renommée Nature. Cela fait de l’Arabie saoudite le pays du Moyen-Orient, arabe et musulman le plus performant.

## Système éducatif actuel
L'éducation est gratuite à tous les niveaux. Le système scolaire est composé d'écoles élémentaires, intermédiaires et secondaires. Une grande partie du programme, à tous les niveaux, est consacrée à l'islam et, au niveau secondaire, les étudiants peuvent suivre une filière religieuse ou technique. Le taux d’alphabétisation est de 90,4% chez les hommes et d’environ 81,3% chez les femmes. Les classes sont séparées par sexe. L’enseignement supérieur a connu une expansion rapide et de nombreux universités et collèges ont été créés, notamment depuis 2000.

### Éducation supérieure
Les études universitaires durent quatre ans, en lettres et en sciences sociales, et cinq ou six ans en médecine, pharmacie et génie. En 1957, la fondation de l'université du Roi-Saoud est un point de départ marquant du système d'éducation moderne en Arabie saoudite. C'est aussi la première université de tous les États arabes du golfe Persique.

## Filles et femmes

### Histoire
À partir des années 1950, l'Arabie saoudite interdit la mixité dans l'éducation (sauf pour les jardins d'enfants). En 1975, l'université du Roi-Saoud (fondée en 1957) accepte des femmes étudiantes à plein temps et dans un programme, bien qu'à partir de 1961, il ait été possible pour des femmes d'assister à des cours.
Durant le premier boom du pétrole, plusieurs hommes arabes qui ont étudié à l'étranger reviennent au pays avec des femmes étrangères, causant des soucis aux pères saoudiens qui avaient des filles à marier. Vers la fin des années 1970, le gouvernement augmente le nombre de places universitaires pour les femmes afin de rendre les Saoudiennes plus désirables comme épouses pour les Saoudiens éduqués.

### Situation contemporaine
Des étudiants universitaires du pays, 60% sont des femmes. Dans le marché du travail, les femmes sont surtout présentes dans le secteur de l'éducation. En 2008, une première cohorte de femmes est diplômée d'un programme de droit : les femmes ne peuvent pratiquer, mais il leur est permis d'assister les femmes, clientes d'une firme d'avocats, en Cour, bien qu'en 2009, ce n'ait pas encore eu lieu.
Selon un rapport de la Banque mondiale, les étudiantes universitaires en Arabie saoudite sont plus nombreuses que celles en Jordanie, au Liban, en Tunisie et dans les Territoires palestiniens occupés.

### Institutions
La plupart des principales universités d'Arabie saoudite sont composées de deux branches : l'une pour femmes seulement et l'autre pour les hommes seulement. C'est le cas des institutions suivantes :
- Université du Roi-Saoud
- Iman University (en)
- Université du roi Abdulaziz
- Université du roi Faisal
- Prince Sultan University (en)

Ces institutions sont des collèges pour femmes :
- Université Effat
- Université Princesse Nora bint Abdul Rahman

### École internationale
L'École Française Internationale de Riyad enseigne de la maternelle au lycée.

## Sources